# Спомен-биста и сквер Милутина Бојића у Београду
Спомен-биста и сквер Милутина Бојића налази се на углу Палмотићеве и улице Милутине Бојића у општини Стари град.
Спомен-биста подигнута је 1977. године у част Милутинa Бојићa (19. мај 1892 — 8. новембар 1917) српског песника, драмског писца, књижевног критичара, позоришног рецензента и српског војника. На месту спомен бисте налази се истоимени сквер који је обновљен у новембру 2018. године.